# Шанавазов Нурмагомед Магомедсаїдович
Нурмагомед Магомедсаїдович Шанавазов (рос. Нурмагомед Магомедсаидович Шанавазов; 19 лютого 1965) — радянський професійний боксер, призер Олімпійських ігор, чемпіон Європи і призер чемпіонату світу серед аматорів.
Заслужений майстер спорту СРСР (1989).

## Аматорська кар'єра
На чемпіонаті Європи 1985 став чемпіоном.
- В 1/8 фіналу переміг Станіслава Лакоміца (Польща) — 5-0
- У чвертьфіналі переміг Петре Борнеску (Румунія) — 5-0
- У півфіналі переміг Перо Тадича (Югославія) — 5-0
- У фіналі переміг Маркуса Ботта (ФРН) — RSC 3

На Кубку світу 1985 здобув три перемоги над Ріддіком Боуї (США), Роберто Ов'єдо (Аргентина) та Егертоном Маркусом (Канада) і став переможцем.
На чемпіонаті світу 1986 програв у другому бою Лорену Росс (США).
На Іграх доброї волі 1986 отримав золоту медаль.
На Олімпійських іграх 1988 завоював срібну медаль.
- В 1/16 фіналу переміг Патріка Ліханда (Уганда) — 4-1
- В 1/8 фіналу переміг Маркуса Ботта (ФРН) — 4-1
- У чвертьфіналі переміг Андреа Магі (Італія) — 4-1
- У півфіналі пройшов без бою Даміра Шкаро (Югославія)
- У фіналі програв Ендрю Мейнарду (США) — 0-5

На чемпіонаті світу 1989 завоював бронзову медаль.
- В 1/8 фіналу переміг Нільса Мадсена (Данія) — 16-7
- У чвертьфіналі переміг Террі Макгрума (США) — 22-9
- У півфіналі програв Генрі Маске (НДР) — 6-9

## Професіональна кар'єра
1990 року в рамках програми Перебудови продовжив кар'єру на професійному рингу, провів три боя, в яких зазнав двох поразок, і завершив кар'єру.